# Các định luật Kepler về chuyển động thiên thể

Hình 1: Minh họa ba định luật Kepler đối với quỹ đạo hai hành tinh. (1) Các quỹ đạo là hình elip, với tiêu điểm ƒ_{1} và ƒ_{2} cho hành tinh thứ nhất và ƒ_{1} và ƒ_{3} cho hành tinh thứ hai. Mặt Trời nằm tại tiêu điểm ƒ_{1}. (2) Hai hình quạt màu đậm A_{1} và A_{2} có diện tích bằng nhau và thời gian cho hành tinh 1 quét hình A_{1} bằng thời gian nó quét hình A_{2}. (3) Tỉ số chu kỳ quỹ đạo của hành tinh 1 với hành tinh 2 bằng tỉ số a_{1}^{3/2} : a_{2}^{3/2}.

Trong thiên văn học, những định luật của Kepler về chuyển động thiên thể là ba định luật khoa học miêu tả chuyển động trên quỹ đạo của các vật thể, ban đầu dùng để miêu tả chuyển động của các hành tinh trên quỹ đạo quay quanh Mặt Trời.
Các định luật Kepler là:
1. Các hành tinh chuyển động quanh Mặt trời theo các quỹ đạo hình elíp với Mặt trời nằm ở một tiêu điểm.
2. Đường nối một hành tinh với Mặt trời quét qua những diện tích bằng nhau trong những khoảng thời gian bằng nhau.[1]
3. Bình phương chu kỳ quỹ đạo của một hành tinh tỷ lệ với lập phương bán trục lớn của quỹ đạo elip của hành tinh đó.

## Lịch sử
Johannes Kepler công bố hai định luật đầu tiên của ông vào năm 1609, sau khi phân tích các dữ liệu từ những quan sát lâu năm của Tycho Brahe. Một vài năm sau Kepler mới phát hiện ra định luật thứ ba và công bố nó vào năm 1619. Các định luật Kepler là những khám phá căn bản ở thời của ông, vì từ lâu các nhà thiên văn vẫn tin rằng quỹ đạo của các hành tinh có hình tròn hoàn hảo. Đa số các hành tinh được biết đến trong Hệ Mặt Trời ở thời đó có quỹ đạo xấp xỉ hình tròn, do đó nếu chỉ quan sát sơ lược thì sẽ khó phát hiện ra quỹ đạo hành tinh là hình elíp. Những tính toán chi tiết từ dữ liệu quan sát của quỹ đạo Sao Hỏa lần đầu tiên cho Kepler thấy quỹ đạo của nó phải là hình elíp thì mới phù hợp với dữ liệu quan sát, và từ đây ông suy luận tương tự cho các hành tinh khác quay quanh Mặt Trời cũng phải có quỹ đạo elip. Ba định luật Kepler và kết quả phân tích dữ liệu quan sát của ông là một thách thức lớn cho mô hình địa tâm của Aristotle và Ptolemy đã được chấp thuận từ rất lâu, và ủng hộ cho mô hình nhật tâm của Nicolaus Copernicus (mặc dù quỹ đạo elip theo Kepler khác với các quỹ đạo tròn theo Copernicus), bằng chứng tỏ Trái Đất quay quanh Mặt Trời, vận tốc của các hành tinh trên quỹ đạo là biến đổi, và quỹ đạo có hình elip hơn là hình tròn.
Khoảng tám thập kỷ sau, Isaac Newton chứng minh rằng các định luật Kepler có thể được áp dụng trong những điều kiện lý tưởng và là dạng xấp xỉ tốt cho quỹ đạo của các hành tinh trong hệ Mặt Trời, hay những định luật này là hệ quả của các định luật về chuyển động và định luật vạn vật hấp dẫn của ông. Bởi vì khối lượng của hành tinh khác không và sự ảnh hưởng nhiễu loạn của các hành tinh khác, ba định luật Kepler chỉ áp dụng một cách xấp xỉ và không miêu tả độ chính xác cao chuyển động của vật thể trong hệ Mặt Trời. Cuốn sách Eléments de la philosophie de Newton (Những nguyên lý của triết học Newton) của Voltaire xuất bản năm 1738 là cuốn đầu tiên gọi các định luật Kepler là "các định luật". Cùng với các lý thuyết của Newton, các định luật Kepler có vai trò quan trọng trong thiên văn học và vật lý học cũng như ứng dụng cho các vệ tinh nhân tạo.

## Định luật thứ nhất

Hình 2: Định luật thứ nhất Kepler đặt Mặt Trời tại một tiêu điểm của quỹ đạo elip

Xem thêm: Elíp, Độ lệch tâm quỹ đạo
"Quỹ đạo các hành tinh là elip với Mặt Trời nằm tại một tiêu điểm."
Elip là cung phẳng kín thu được từ kéo giãn hình tròn theo 1 hướng (xem hình). Chú ý rằng Mặt Trời không nằm tại tâm của elip mà tại một trong hai tiêu điểm của nó. Tiêu điểm kia, đánh dấu bằng dấu chấm nhạt, không hề có ý nghĩa đối quỹ đạo hành tinh. Tâm elip là trung điểm của đoạn nối hai tiêu điểm. Đường tròn là trường hợp đặc biệt của elip khi hai tiêu điểm của nó trùng nhau.
Độ lệch tâm là tham số có giá trị từ 0 (đường tròn) đến nhỏ hơn 1 (khi độ lệch tâm tiến tới 1, elip tiến tới dạng parabol). Độ lệch tâm quỹ đạo mà Kepler tính được cho các hành tinh là từ 0,007 (Sao Kim) tới 0,2 (Sao Thủy). (Xem thêm Danh sách hành tinh hệ Mặt Trời).
Sau khi Kepler qua đời, nhiều vật thể với tâm sai quỹ đạo lớn đã được phát hiện, bao gồm các sao chổi và tiểu hành tinh. Hành tinh lùn Pluto, phát hiện vào năm 1929 - sự phát hiện chậm trễ này do kích cỡ nhỏ, khoảng cách lớn và sự mờ nhạt của nó, có độ lệch tâm 0,248. Các nhà thiên văn dần khám phá ra nhiều vật thể như sao chổi có quỹ đạo parabol hay thậm chí hypebol và chúng tuân theo các định luật của Newton.

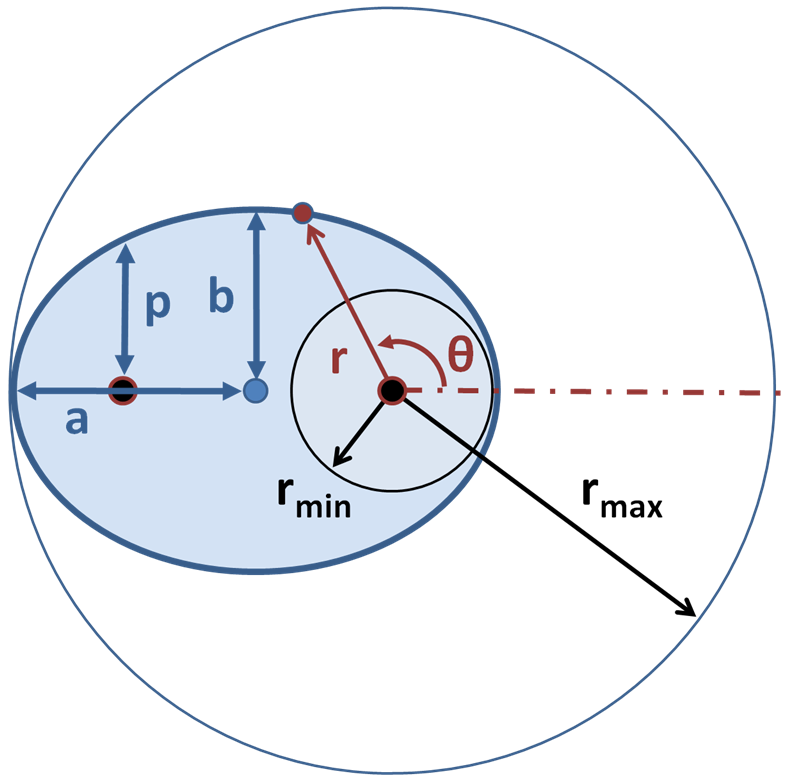
Hình 3: Hệ tọa độ nhật tâm (tọa độ cực) (r, θ) cho elip. Bán trục lớn a, bán trục nhỏ b và bán trục chuẩn p; tâm và hai tiêu điểm đánh dấu bởi các điểm. Khi θ = 0°, r = r_{min} và khi θ = 180°, r = r_{max}.

Về mặt toán học, phương trình elip biểu diễn trong hệ tọa độ cực là:
{\displaystyle r={\frac {p}{1+\varepsilon \,\cos \theta }},}
trong đó (r, θ) là hai tọa độ cực (từ gốc tọa độ) cho elip, p là bán trục chuẩn, và ε là độ lệch tâm của elip. Đối với hành tinh quay trên quỹ đạo quanh Mặt Trời, r là khoảng cách từ Mặt Trời đến hành tinh và θ là góc giữa đường nối hành tinh với Mặt Trời và đường nối hành tinh với Mặt Trời khi nó ở cận điểm quỹ đạo.
Tại θ = 0°, cận điểm quỹ đạo, khoảng cách là nhỏ nhất 
{\displaystyle r_{\mathrm {min} }={\frac {p}{1+\varepsilon }}.}
Tại θ = 90° hoặc θ = 270°, khoảng cách bằng {\displaystyle \,p.}
Tại θ = 180°, viễn điểm quỹ đạo, khoảng cách là lớn nhất 
{\displaystyle r_{\mathrm {max} }={\frac {p}{1-\varepsilon }}.}
Bán trục lớn a là giá trị trung bình cộng giữa rmin và rmax:
{\displaystyle \,r_{\max }-a=a-r_{\min }}
{\displaystyle a={\frac {p}{1-\varepsilon ^{2}}}.}
Bán trục nhỏ b là giá trị trung bình nhân giữa rmin và rmax:
{\displaystyle {\frac {r_{\max }}{b}}={\frac {b}{r_{\min }}}}
{\displaystyle b={\frac {p}{\sqrt {1-\varepsilon ^{2}}}}.}
Bán trục chuẩn p là giá trị trung bình điều hòa giữa rmin và rmax:
{\displaystyle {\frac {1}{r_{\min }}}-{\frac {1}{p}}={\frac {1}{p}}-{\frac {1}{r_{\max }}}}
{\displaystyle pa=r_{\max }r_{\min }=b^{2}\,.}
Độ lệch tâm (hay tâm sai) ε là hệ số biến thiên giữa rmin và rmax:
{\displaystyle \varepsilon ={\frac {r_{\mathrm {max} }-r_{\mathrm {min} }}{r_{\mathrm {max} }+r_{\mathrm {min} }}}.}
Diện tích của elip bằng:
{\displaystyle A=\pi ab\,.}
Trường hợp đặc biệt cho đường tròn ε = 0, khi đó r = p = rmin = rmax = a = b and A = π r2.
| Chứng minh định luật Kepler thứ nhất |
| --- |
| Gọi {\displaystyle M}, {\displaystyle m} lần lượt là khối lượng của Mặt Trời và hành tinh {\displaystyle (m\ll M)}. {\displaystyle v} là vận tốc trên quỹ đạo của hành tinh. Các ký hiệu khác được nhắc tới ở trên. Theo định luật vạn vật hấp dẫn Newton, thế năng của hành tinh được cho bởi công thức: {\displaystyle E_{\mathrm {pot} }=-{\frac {GMm}{r}}.} Động năng của hành tinh là: {\displaystyle E_{\mathrm {kin} }={\frac {1}{2}}mv^{2}={\frac {1}{2}}m({\dot {r}}^{2}+r^{2}{\dot {\theta }}^{2})} do trong hệ tọa độ cực vectơ vận tốc {\displaystyle {\overrightarrow {v}}} có hai thành phần, thành phần xuyên tâm là {\displaystyle {\dot {r}}} và thành phần vuông góc với nó {\displaystyle r{\dot {\theta }}=rd\theta /dt}. Từ đó, tổng năng lượng của hành tinh {\displaystyle E=E_{\mathrm {kin} }+E_{\mathrm {pot} }={\frac {1}{2}}m({\dot {r}}^{2}+r^{2}{\dot {\theta }}^{2})-{\frac {GMm}{r}}.} (1) Mômen động lượng của hành tinh là: {\displaystyle L=mr^{2}d\theta /dt}. Nếu đặt {\displaystyle u=1/r} {\displaystyle \Rightarrow } {\displaystyle {\dot {\theta }}=d\theta /dt={\frac {Lu^{2}}{m}}.} Lấy tích phân {\displaystyle \theta =\int {\frac {Lu^{2}}{m}}\;dt} {\displaystyle =} {\displaystyle \int {\frac {Lu^{2}}{m}}{\frac {dt}{du}}\;du} mà {\displaystyle {\dot {r}}={\frac {dr}{dt}}=-{\frac {1}{u^{2}}}{\frac {du}{dt}}} {\displaystyle \Rightarrow } {\displaystyle \theta =-\int {\frac {L}{m{\dot {r}}}}\;du} (2) Từ (1) ta có {\displaystyle {\dot {r}}^{2}={\frac {2E}{m}}+2GMu-{\frac {L^{2}}{m^{2}}}u^{2}} {\displaystyle \Rightarrow } {\displaystyle {\dot {r}}={\sqrt {{\frac {2E}{m}}+2GMu-{\frac {L^{2}}{m^{2}}}u^{2}}}} (3) thay vào (2) {\displaystyle \theta =-\int {\frac {L}{m{\sqrt {{\frac {2E}{m}}+2GMu-{\frac {L^{2}}{m^{2}}}u^{2}}}}}\;du} Từ đây ta có thể tính tích phân để tìm {\displaystyle \theta }. Một cách nhanh hơn, nếu đặt {\displaystyle p={\frac {L^{2}}{GMm^{2}}}} và {\displaystyle \varepsilon ^{2}=1+{\frac {2Ep}{GMm}}=1+{\frac {2{\frac {E}{m}}({\frac {L}{m}})^{2}}{G^{2}M^{2}}}} (4) hay thay vào (3) {\displaystyle {\dot {r}}={\frac {L}{m}}{\sqrt {{\frac {\varepsilon ^{2}}{p^{2}}}-\left(u-{\frac {1}{p}}\right)^{2}}}} việc đặt p và e như vậy giúp chúng ta nhìn thấy kết quả là elip một cách trực tiếp hơn. Thay vào (2) ta có: {\displaystyle \theta =-\int {\frac {1}{\sqrt {({\frac {\varepsilon }{p}})^{2}-(u-{\frac {1}{p}})^{2}}}}\;du=\arccos \left({\frac {u-{\frac {1}{p}}}{\frac {\varepsilon }{p}}}\right)=\arccos \left({\frac {{\frac {1}{r}}-{\frac {1}{p}}}{\frac {\varepsilon }{p}}}\right)} hay {\displaystyle r={\frac {p}{1+\varepsilon \cos \theta }}.} Nhận xét: - Nếu tổng năng lượng {\displaystyle E<0} thì {\displaystyle 0<\varepsilon <1} Quỹ đạo là elip - Nếu {\displaystyle E=0} thì {\displaystyle \varepsilon =1} Quỹ đạo là parabol - Nếu {\displaystyle E>0} thì {\displaystyle \varepsilon >1} Quỹ đạo là hypebol - Các định nghĩa {\displaystyle p,\varepsilon } theo {\displaystyle r_{\mathrm {max} },r_{\mathrm {min} }} là các định nghĩa hình học, còn theo (4) là xác định chúng theo các đại lượng vật lý. - Theo định luật bảo toàn mô men động lượng đại lượng {\displaystyle L=mr^{2}d\theta /dt=const}, do đó mặt phẳng quỹ đạo của hành tinh là không thay đổi. |

## Định luật thứ hai

Minh họa định luật thứ hai. Hành tinh chuyển động nhanh hơn gần Mặt Trời do vậy nó quét cùng một diện tích trong cùng một khoảng thời gian ở những khoảng cách lớn hơn, khi đó hành tinh chuyển động chậm hơn. Mũi tên xanh biểu diễn vận tốc của hành tinh, mũi tên tím biểu diễn lực tác dụng lên hành tinh.

"Đường nối hành tinh và Mặt Trời quét qua những diện tích bằng nhau trong những khoảng thời gian bằng nhau."
Trong một thời gian nhỏ {\displaystyle dt\,} hành tinh quét một tam giác nhỏ có cạnh đáy là {\displaystyle r\,} và chiều cao xấp xỉ bằng {\displaystyle rd\theta \,}.
 Diện tích của tam giác này bằng 

{\displaystyle dA={\tfrac {1}{2}}\cdot r\cdot rd\theta }
và do vậy tỉ số (vận tốc quét) 

{\displaystyle {\frac {dA}{dt}}={\tfrac {1}{2}}r^{2}{\frac {d\theta }{dt}}} phải là hằng số.

Chứng minh của Isaac Newton về định luật hai Kepler, miêu tả trong cuốn Principia Mathematica.

Theo định luật thứ nhất quỹ đạo của hành tinh là elip, do vậy hành tinh chuyển động nhanh hơn khi tiến đến gần Mặt Trời và chuyển động chậm dần khi đi xa Mặt Trời. Hay nó quét những khoảng diện tích bằng nhau trong những khoảng thời gian bằng nhau.
Diện tích elip là
{\displaystyle A=\pi ab.\,}
Do vậy nếu 
{\displaystyle T\,} là chu kỳ quỹ đạo
sẽ thỏa mãn
{\displaystyle \pi ab=T\cdot {\tfrac {1}{2}}r^{2}{\dot {\theta }}}
hay
{\displaystyle r^{2}{\dot {\theta }}=nab}
với
{\displaystyle {\dot {\theta }}={\frac {d\theta }{dt}}}
là vận tốc góc, và
{\displaystyle n={\frac {2\pi }{T}}}
là chuyển động trung bình của hành tinh quanh Mặt Trời.
| Chứng minh định luật Kepler thứ hai |
| --- |
| Chứng minh bằng định luật bảo toàn mô men động lượng Theo trên đã đưa ra công thức {\displaystyle {\frac {dA}{dt}}={\tfrac {1}{2}}r^{2}{\frac {d\theta }{dt}}} mà mô men động lượng của hành tinh {\displaystyle L=mr^{2}d\theta /dt=const} thay vào công thức trên ta có {\displaystyle {\frac {dA}{dt}}={\frac {1}{2}}{\frac {L}{m}}=const.} Chứng minh bằng hình học của Newton Ở hình trên, chấm vàng lớn là Mặt Trời, chấm xanh nhỏ là hành tinh. Mũi tên xanh ký hiệu cho vận tốc tức thời của hành tinh. Nếu không có lực hút của Mặt Trời, hành tinh sẽ tiếp tục chuyển động theo đường thẳng với vận tốc không đổi. Sau một khoảng thời gian cố định nó đến vị trí mới. Ở vị trí mới này có một lực hút (hấp dẫn) hướng tâm (mũi tên đỏ) làm thay đổi đường đi của hành tinh, thể hiện bởi mũi tên hồng. Bằng cách so sánh diện tích ba tam giác có đỉnh ở vị trí Mặt Trời và đỉnh ở các vị trí của hành tinh, từng cặp tam giác có chung cạnh đáy (hoặc chung chiều cao) và chiều cao bằng nhau (hoặc cạnh đáy bằng nhau) (do chúng ta lấy những khoảng thời gian bằng nhau (mũi tên xanh) và ở đây Newton coi lực hút hấp dẫn hướng tâm (mũi tên đỏ) ở hai vị trí của hành tinh là song song với nhau, do r rất lớn) cho nên diện tích của chúng bằng nhau. Điều này chứng minh định luật hai Kepler. |

## Định luật thứ ba
"Bình phương chu kỳ quỹ đạo của hành tinh tỷ lệ với lập phương bán trục lớn của quỹ đạo elip của hành tinh đó."
Kepler công bố định luật thứ ba vào năm 1619  thể hiện mối liên hệ giữa khoảng cách từ hành tinh đến Mặt Trời và chu kỳ quỹ đạo của nó. Bằng ký hiệu
{\displaystyle T^{2}\propto a^{3},}
với {\displaystyle T} là chu kỳ quỹ đạo của hành tinh và {\displaystyle a} là bán trục lớn của quỹ đạo elip.
Hằng số tỷ lệ là
{\displaystyle {\frac {T_{planet}^{2}}{a_{planet}^{3}}}={\frac {T_{earth}^{2}}{a_{earth}^{3}}}=1{\frac {\rm {yr^{2}}}{\rm {AU^{3}}}}}
cho năm thiên văn (yr), và đơn vị thiên văn (AU).
Kepler tìm ra định luật thứ ba trong nỗ lực lớn với quan điểm về một vũ trụ điều hòa tuân theo các định luật chính xác. Định luật này được công bố trong cuốn Harmonices Mundi (1619) và biểu diễn bằng các ký hiệu âm nhạc.
Và các nhà thiên văn thường gọi nó là định luật điều hòa.
Bảng dữ liệu so sánh chu kỳ quỹ đạo và bán trục lớn của các hành tinh, và từ đó Kepler rút ra định luật thứ ba
| Hành tinh | {\displaystyle T} | {\displaystyle a} | {\displaystyle T^{2}} | {\displaystyle a^{3}} | {\displaystyle T^{2}/a^{3}} |
| --------- | ----------------- | ----------------- | --------------------- | --------------------- | --------------------------- |
| Sao Thủy  | 0,241             | 0,387             | 0,058081              | 0,057960603           | 1,002077221                 |
| Sao Kim   | 0,615             | 0,723             | 0,378225              | 0,377933067           | 1,000772446                 |
| Trái Đất  | 1                 | 1                 | 1                     | 1                     | 1                           |
| Sao Hỏa   | 1,881             | 1,524             | 3,538161              | 3,539605824           | 0,999591812                 |
| Sao Mộc   | 11,863            | 5,203             | 140,730769            | 140,8515004           | 0,999142846                 |
| Sao Thổ   | 29,458            | 9,555             | 867,773764            | 872,3526289           | 0,994751131                 |

{\displaystyle T} = chu kỳ quỹ đạo và
{\displaystyle a} = bán kính quỹ đạo trung bình của hành tinh (so với Trái Đất)
| Chứng minh định luật Kepler thứ ba |
| --- |
| Ở mục định luật thứ hai đưa ra mối liên hệ {\displaystyle \pi ab=T\cdot {\tfrac {1}{2}}r^{2}{\dot {\theta }}} và mô men động lượng của hành tinh là {\displaystyle L=mr^{2}{\dot {\theta }}} Thay vào công thức trên ta có: {\displaystyle T={\frac {2m\pi ab}{L}}} Bình phương hai vế {\displaystyle T^{2}={\frac {(2m\pi ab)^{2}}{L^{2}}}} (1) Mặt khác trong chứng minh định luật thứ nhất ta có bán trục chuẩn {\displaystyle p={\frac {L^{2}}{GMm^{2}}}} và theo định nghĩa hình học của p {\displaystyle pa=b^{2}\,.} sử dụng hai mối liên hệ này thay vào công thức (1) ta có {\displaystyle T^{2}={\frac {4\pi ^{2}a^{3}}{GM}}} hay {\displaystyle {\frac {T^{2}}{a^{3}}}={\frac {4\pi ^{2}}{GM}}=const} (khi {\displaystyle m\ll M}) |

## Mở rộng

Chuyển động của hai vật thể quanh khối tâm

Năm 1643, Godefroy Wendelin nhận thấy định luật thứ ba của Kepler cũng áp dụng được cho bốn vệ tinh lớn nhất của Sao Mộc (chú ý rằng ở thời điểm này chưa hề có các định luật Newton).
Trên thực tế, các định luật này miêu tả xấp xỉ chuyển động của hai vật thể bất kỳ quay quanh nhau trên quỹ đạo. (Khối tâm của hệ hai vật thể sẽ tiến dần tới tiêu điểm của quỹ đạo elip khi khối lượng của một vật thể được coi là rất nhỏ so với vật kia. Khi hệ có nhiều hơn hai vật, những phát biểu của ba định luật chỉ đúng khi tất cả khối lượng hành tinh được xem là rất nhỏ so với khối lượng ngôi sao và các giá trị nhiễu loạn tiến tới giá trị không). Khối lượng của hai vật thể có thể xấp xỉ nhau như hệ Charon—Pluto (~1:10), hoặc theo tỷ lệ nhỏ như Mặt Trăng—Trái Đất (~1:100), hoặc theo tỷ lệ rất lớn như Sao Thủy—Mặt Trời (~1:10,000,000) (bỏ qua những ảnh hưởng của thuyết tương đối tổng quát).
Trong mọi trường hợp của chuyển động hai vật thể, hai vật sẽ quay quanh khối tâm của hệ, và tâm của mỗi vật thể sẽ không trùng với tiêu điểm của quỹ đạo elip. Tuy thế cả hai quỹ đạo đều là elip và một tiêu điểm nằm tại khối tâm. Khi tỷ số khối lượng là lớn, khối tâm có thể nằm sâu trong vật thể lớn hơn. Trong những trường hợp này cần phải đòi hỏi những phép đo phức tạp và chính xác nhằm xác định độ lệch từ khối tâm so với tâm vật thể lớn hơn. Trong hệ Mặt Trời, tỉ số lớn nhất bằng 1/1047,3486 (Sao Mộc: Mặt Trời) và 1/3497,898 (Sao Thổ: Mặt Trời), và từ lâu các nhà thiên văn đã biết khối tâm của cả hệ Mặt Trời có lúc nằm bên ngoài bề mặt Mặt Trời, với độ lớn tới cả đường kính Mặt Trời tính từ tâm. Do vậy, các định luật Kepler không miêu tả một cách chính xác cao quỹ đạo các hành tinh hay vật thể quay quanh Mặt Trời trong vật lý cổ điển.

## Không lệch tâm
Định luật Kepler củng cố thêm mô hình của Copernicus, trong đó giả thiết quỹ đạo các hành tinh là hình tròn. Nếu độ lệch tâm quỹ đạo bằng 0, các định luật Kepler phát biểu thành:
1. Quỹ đạo các hành tinh là hình tròn.
2. Mặt Trời nằm tại tâm.
3. Vận tốc của hành tinh trên quỹ đạo là không đổi.
4. Bình phương chu kỳ quỹ đạo hành tinh tỷ lệ với lập phương khoảng cách từ hành tinh đến Mặt Trời.

Thực sự, độ lệch tâm quỹ đạo của sáu hành tinh biết tới ở thời Copernicus và Kepler là khá nhỏ, do vậy 4 quy luật trên miêu tả khá tốt chuyển động các hành tinh, nhưng các định luật Kepler miêu tả thậm chí còn tốt hơn.
Hiệu chỉnh của Kepler cho mô hình Copernicus là khá nhỏ:
1. Quỹ đạo các hành tinh không là hình tròn, mà là elip.
2. Mặt Trời không nằm tại tâm mà tại một tiêu điểm.
3. Cả vận tốc xuyên tâm và vận tốc góc đều biến thiên khi hành tinh chuyển động trên quỹ đạo, nhưng vận tốc quét là không đổi.
4. Bình phương chu kỳ quỹ đạo tỷ lệ với lập phương giá trị trung bình giữa khoảng cách lớn nhất và nhỏ nhất từ hành tinh tới Mặt Trời.

Độ lệch tâm của quỹ đạo Trái Đất gần bằng 0 khiến cho khoảng thời gian từ điểm phân tháng Ba tới điểm phân tháng Chín, vào khoảng 186 ngày, không bằng khoảng thời gian từ điểm phân tháng Chín tới điểm phân tháng Ba, vào khoảng 179 ngày. Đường kính quỹ đạo chia quỹ đạo Trái Đất thành hai phần bằng nhau, nhưng xích đạo của nó chia quỹ đạo thành hai phần diện tích có tỷ lệ 186: 179, nên độ lệch tâm quỹ đạo Trái Đất có thể xấp xỉ theo công thức 
{\displaystyle \varepsilon \approx {\frac {\pi }{4}}{\frac {186-179}{186+179}}\approx 0,015,}
mà rất gần với giá trị đo được (0,016710219). (Xem Quỹ đạo Trái Đất).
Việc tính toán là đúng khi khoảng cách là ở cận điểm quỹ đạo, khi Trái Đất nằm gần với Mặt Trời nhất, trong ngày chí điểm.

## Liên hệ với định luật Newton
Isaac Newton tính gia tốc chuyển động của hành tinh trong cuốn Philosophiæ Naturalis Principia Mathematica tuân theo định luật thứ nhất và thứ hai của Kepler.
1. Hướng của gia tốc hành tinh là hướng về phía Mặt Trời.
2. Độ lớn của gia tốc tỷ lệ nghịch với bình phương khoảng cách đến Mặt Trời.

Điều này gợi ra rằng Mặt Trời là nguyên nhân gây ra gia tốc của hành tinh.
Newton định nghĩa lực tác dụng lên hành tinh bằng tích khối lượng của nó với gia tốc. (xem các định luật về chuyển động của Newton). Do vậy:
1. Mỗi hành tinh bị hút về phía Mặt Trời.
2. Lực hấp dẫn tác động lên hành tinh tỷ lệ thuận với khối lượng của nó và tỷ lệ nghịch với bình phương khoảng cách đến Mặt Trời.

Không chỉ đối với Mặt Trời, ông cũng nêu ra định luật hấp dẫn cho các vật thể khác:
1. Mọi vật thể đều hút lẫn nhau.
2. Lực hấp dẫn tác dụng giữa hai vật tỷ lệ thuận với tích khối lượng của chúng và tỷ lệ nghịch với bình phương khoảng cách giữa chúng.

Khi hành tinh có khối lượng rất nhỏ và bỏ qua so với khối lượng Mặt Trời, quỹ đạo của chúng xấp xỉ với quỹ đạo Kepler. Mô hình của Newton tốt hơn mô hình của Kepler và gần sát với quan sát thực tế hơn khi đòi hỏi độ chính xác cao. (xem bài toán hai vật thể).
Tính toán hiệu chỉnh các tham số quỹ đạo từ các định luật Kepler do ảnh hưởng hấp dẫn của các hành tinh khác được nghiên cứu trong lý thuyết nhiễu loạn.

## Dẫn chứng
1. 1 2  Bryant, Jeff; Pavlyk, Oleksandr. "Kepler's Second Law", Wolfram Demonstrations Project. Truy cập 21 tháng 1 năm 2013.
2. 1 2 3  Physics, the Human Adventure: From Copernicus to Einstein and Beyond (ấn bản thứ 3). Piscataway, NJ: Rutgers University Press. 2001. tr. 40–41. ISBN 0-8135-2908-5. Truy cập ngày 21 tháng 1 năm 2013. {{Chú thích sách}}: Đã bỏ qua tham số không rõ |authors= (trợ giúp)
3. 1 2 3  xem G E Smith, "Newton's Philosophiae Naturalis Principia Mathematica", phần Historical context... trong The Stanford Encyclopedia of Philosophy (Winter 2008 Edition), Edward N. Zalta (ed.).
4. 1 2  
Newton chỉ ra, trong cuốn 'Philosophiæ Naturalis Principia Mathematica', bài toán hai vật thể dưới tác dụng của lực hướng tâm có nghiệm quỹ đạo là một trong các tiết diện conic, như ông kết luận tại Sách 1, Mệnh đề 13, Hệ quả 1. 
Ông cũng xét đến ảnh hưởng của nhiễu loạn trong bài toán nhiều vật trong Sách 1, Mệnh đề 65, bao gồm lập luận rằng trong sai số của xấp xỉ Kepler về quỹ đạo elip và diện tích quét bằng nhau có giới hạn sẽ dần tới không nếu khối lượng của hành tinh liên quan tiến dần tới không zero và bỏ qua tác động nhiễu loạn của các hành tinh khác
(Mệnh đề 65, Trường hợp 1). 
Ông cũng thảo luận mở rộng sự nhiễu loạn đối với hệ Mặt Trời thực trong Sách 3, Mệnh đề 13.
5. ↑  Kepler "là người đầu tiên sử dụng xấp xỉ" trong "liên hệ động học thực của chuyển động trong hệ Mặt Trời", xem page 1 in H C Plummer (1918), An introductory treatise on dynamical astronomy, Cambridge, 1918.
6. ↑  Wilson, Curtis (1994). "Kepler's Laws, So-Called" (PDF). HAD News. Số 31. Washington, DC: Historical Astronomy Division, American Astronomical Society. tr. 1–2. Bản gốc (PDF) lưu trữ ngày 17 tháng 8 năm 2011. Truy cập ngày 21 tháng 1 năm 2013.
7. ↑  Dunbar, Brian (2008). "SECCHI Makes a Fantastic Recovery!" (Tài liệu). NASA. {{Chú thích tài liệu}}: Đã bỏ qua tham số không rõ |access-date= (trợ giúp); Đã bỏ qua tham số không rõ |archive-date= (trợ giúp); Đã bỏ qua tham số không rõ |archive-url= (trợ giúp); Đã bỏ qua tham số không rõ |url-status= (trợ giúp); Đã bỏ qua tham số không rõ |url= (trợ giúp)
8. ↑  Burtt, Edwin. The Metaphysical Foundations of Modern Physical Science. tr 52.
9. ↑  Gerald James Holton, Stephen G. Brush (2001). Physics, the Human Adventure. Rutgers University Press. tr. 45. ISBN 0-8135-2908-5.
10. ↑  Godefroy Wendelin gửi một lá thư đến Giovanni Battista Riccioli với nội dung về sự liên hệ giữa khoảng cách từ bốn vệ tinh đến Sao Mộc và chu kỳ quỹ đạo của chúng, ông chỉ ra hai đại lượng này cũng tuân theo định luật ba Kepler. Xem: Joanne Baptista Riccioli, Almagestum novum ... (Bologna (Bononiae), (Italy): Victor Benati, 1651), tập 1, page 492.
11. ↑  Astronomical Almanac năm 2008, tr K7.
12. ↑  Thực tế này cũng được Newton đề cập đến trong ('Principia', Sách 3, Mệnh đề 12).